# باشگاه والیبال تعاون گنبد
باشگاه فرهنگی ورزشی تعاون گنبد یک باشگاه والیبال ایرانی است که سال ۱۳۹۲ در گنبد تأسیس شد و در حال حاضر در لیگ برتر والیبال ایران حضور دارد.
تیم تعاون گنبد زیر نظر بانک توسعه تعاون است.

## ترکیب کنونی
- ۱- عبدالحمید چوگان
- ۲- کیوان صحنه
- ۳- حاجی محمد گوگچلی
- ۴- تئودور والچف
- ۵- عبدالله آذر
- ۶- جلال الدین قلیچ راد
- ۷- امین بسطامی
- ۹- فرهاد یلمه
- ۱۰- رحمان رئوفی
- ۱۱- عبدالله ناظری
- ۱۲- عبدالله محمد آلق
- ۱۴- سیلوا ریکاردو
- ۱۵- گل محمد سخاوی
- ۱۶- عبدالسلیم عربی
- ۱۷- حامد باقرپور

## سازنده البسه
| لیگ   | سازنده البسه      | اسپانسر پیراهن   |
| ----- | ----------------- | ---------------- |
| ۱۳۹۳- | Toop & Toor Sport | بانک توسعه تعاون |